# الممتلكات السكنية الحديثة (برلين)
الممتلكات السكنية ذات الأسلوب البرليني الحديث ((بالألمانية: Siedlungen der Berliner Moderne)‏؛ (بالإنجليزية: Berlin Modernism Housing Estatesْ)‏ هي عبارة عن ست عقارات سكنية ألمانية تقع في مدينة برلين، تم بناؤها في الفترة التي شهدت سياسات الإسكان المبتكرة في ألمانيا بين 1910-1933، وخصوصا خلال فترة جمهورية فايمار، عندما كانت مدينة برلين بشكل خاص تمثل نموذجا تقدميا ذو خائص ثقافية وسياسية.
تمثل خصائص هذه المباني يشكل بارز حركة الإصلاح البنائي التي ساهمت في تحسين ظروف السكن والمعيشة لذوي الدخل المنخفض من خلال نهج خطط مدروسة في تخطيط المدن، الهندسة المعمارية، هندسة الحدائق. وقد شكل توفير العقارات أيضا أمثلة استثنائية من الأنماط الحضرية والمعمارية الجديدة، فضلا عن الابتكارات التقنية والجمالية.
ويُعتبر برونو تاوت، ومارتن فاغنر، ووالتر غروبيوس من بين المهندسين المعماريين الذين ساهموا في هذه المشاريع، والذين مارسوا نفوذا كبيرا على تطوير المساكن في جميع أنحاء العالم.

## العمارة
بشكل عام اتسمت البيوت قبل حقبة الإسكان المبتكرة في ألمانيا بين 1910-1933، بالظلمة والضيق والرطوبة، وهو ما حاول المهندسون أن يتوخوه. فجاءت التصاميم الجديدة خارجة عن المألوف وعكست نظريات البناء المعهودة وقتها، الشيء الذي اُعتبر ثورة في هذا المجال. وتميزت تلك المساكن الشعبية بوضع مقاييس جديدة في الحمامات وفصل الغرف وإضافة شرفة للمنزل، علاوة على تزويد كل منزل بتدفئة مركزية. ولم يقف الإبداع عند هذا الحد، بل تجاوزه إلى تخصيص حديقة صغيرة لكل مجمع سكني، وإدماج المحال التجارية والعيادات الطبية والمقاهي، وطبعاً دون نسيان لمسة الألوان المختلفة التي منحت الأبنية نكهة مميزة، إذ كان هدف أولئك المهندسين المعماريين هو «بيت العائلة الصغيرة المثالي».

## قائمة الإسكانات
| المستوطنة                                              | الموقع                    | التاريخ   | المخطط                                     | المعماري                                                                        | الصورة |
| ------------------------------------------------------ | ------------------------- | --------- | ------------------------------------------ | ------------------------------------------------------------------------------- | ------ |
| Gartenstadt Falkenberg Tuschkastensiedlung             | بونسدورف، برلين           | 1913–1916 | برونو تاوت                                 | برونو تاوت هينريك تيسنو                                                         |        |
| Siedlung Schillerpark                                  | ويدينغ، برلين             | 1924–1930 | برونو تاوت                                 | برونو تاوت ماكس تاوت هانز هوفمان ( توسعة 1954-1959)                             |        |
| Großsiedlung Britz Hufeisensiedlung (إسكان حذوة الفرس) | بريتز، برلين              | 1925–1930 | برونو تاوت                                 | برونو تاوت مارتين فاغنر                                                         |        |
| Wohnstadt Carl Legien                                  | برنزلاوير بيرغ، برلين     | 1928–1930 | برونو تاوت                                 | برونو تاوت فرانز هيلينغر                                                        |        |
| Weiße Stadt (المدينة البيضاء)                          | رينيكيندوف، برلين         | 1929–1931 | أوتو رودلف سالفيسبيرغ مارتين فاغنر (توجيه) | أوتو رودلف سالفيسبيرغ ويليام بونينغ                                             |        |
| Großsiedlung Siemensstadt Ringsiedlung                 | شمال تشارلوتينبيرغ، برلين | 1929–1934 | هانز شارون مارتين فاغنر (توجيه)            | هانز شارون والتر غروبيوس أوتو بارتنينغ فريد فوربات هوغو هارينغ بول رودلف هينينغ |        |

## وصلات خارجية
- Berlin Modernism Housing Estates